# Logic Pro
Logic Pro 是一款Mac平台的数字音频工作站（DAW）与MIDI音序器软件。Logic Pro最早由德国软件开发商Emagic开发，并随着2002年苹果公司对Emagic的收购成为苹果的产品，并作为苹果的专业级音乐软件套装Logic Studio的一部分。
另一款消费级的音频软件Logic Express由Logic Pro缩减而来，与Logic Pro有相同的音频处理引擎和交互界面。作为随售出的Mac附赠的软件、iLife套件的一部分，苹果的另一款名为GarageBand的软件也是采用了相同的音频处理引擎。2011年12月8日，苹果不再提供盒装版的Logic Pro和Logic Express软件，Logic Pro只能从App Store购买，价格为199美元，与先前的Logic Express价格相同。
最新版本为Logic Pro X。

## 特性
Space Designer插件可以模拟各种不同的声学环境，例如尺寸变化的房间，或产生在高山里能听到的回声。Logic Pro能够与MIDI键盘和控制器协同工作（输入和输出）。
Logic Pro与Logic Express共用许多功能和同样的界面。Logic Express仅支持2轨道的立体声，而Logic Pro能够处理多轨道的环绕声它们都可以支持最多255个音轨，具体取决于系统性能。
Logic Pro以凭借以太网和局域网进行分布式处理功能为特色，一台电脑运行Logic Pro网络中的其他电脑运行Logic node。Logic将向网络中其他的机器进行分载和合成处理。如果以太网足够快（吉比特以太网），Logic可以几乎实时的工作，速度则根据缓冲区的设置和CPU负载。Logic的用户可以凭借Logic Pro的内建插件以及第三方软件把若干个麦金塔电脑的处理能力结合到一起。比起苹果旗舰的12核心Mac Pro上的24个可用线程，Logic可以访问多达16个处理线程。

## 扩展阅读
- GarageBand
- Logic Studio
- Logic Express
- Logic Control
- Audio Units
- Core Audio
- Comparison of multitrack recording software